# Bertrans (Biosca)
Bertrans és una masia del municipi de Biosca (Solsonès) que forma part de l'Inventari del Patrimoni Arquitectònic de Catalunya.

## Situació
Pertany al veïnat dispers de Lloberola, al nord del terme municipal, enmig dels plans de la carena que s'estén entre els barrancs de Lloberola, al sud, i el de Lluc al nord. S'hi accedeix des de la carretera asfaltada de Lloberola a Sant Climenç. A 4,7 km de Lloberola un trencall en direcció a Sanaüja hi mena.

## Descripció
És un edifici de quatre façanes i quatre plantes. A la façana sud, hi ha una entrada amb porta de fusta de doble batent, té una finestra a cada costat, amb aquesta entrada s'hi accedeix mitjançant unes escales que hi ha a l'oest, davant de la façana hi ha una gran terrassa amb barana de ferro. A la planta següent, hi ha tres balcons amb barana de ferro, repartits per la façana. Al pis següent hi ha tres finestres.
A la façana est, hi ha dues obertures a la segona planta, a la planta següent a l'esquerra hi ha una finestra, a la seva dreta hi ha un balcó amb barana de ferro, i més a la dreta hi ha dues finestres. A la darrera planta hi ha tres petites obertures.
A la façana nord, a la part esquerra hi ha un edifici adjunt. A la part dreta, hi ha unes escales amb barana de ferro, que porten a la segona planta, on hi ha una porta. A la seva dreta hi ha una gran finestra. A la darrera planta hi ha dues finestres.
A la façana oest, hi ha una porta metàl·lica que dona a la planta baixa, a la planta següent hi ha tres finestres i a la següent dues. A l'esquerra de la façana, hi ha un edifici annex.
La coberta és de dos vessants (est-oest), acabada amb teules. L'edifici adjunt a la façana nord, té un accés a l'interior a la façana oest, i a la façana est i nord té una finestra. Hi ha diversos edificis que tenen o han tingut funció ramadera. Es concentren al nord del conjunt d'edificis. Hi ha també edificis que són de nova construcció.